# Naissaar
Naissaar (németül Nargen, svédül Nargo) észt sziget a Finn-öbölben. Tallinn közelében fekszik, de közigazgatásilag Viimsi községhez tartozik.
Területe 18,6 km², Észtország szárazföldi részétől kb. 8,5 km-re fekszik. Legmagasabb pontja Kunilamagi, amely 27 m-re emelkedik a tengerszint fölé.